# Абација Пизани (Падова)
Абација Пизани (итал. Abbazia Pisani) је насеље у Италији у округу Падова, региону Венето.
Према процени из 2011. у насељу је живело 1192 становника. Насеље се налази на надморској висини од 32 м.